# Doa cubana
Doa cubana is een vlinder uit de familie van de Doidae. De wetenschappelijke naam van de soort is voor het eerst geldig gepubliceerd in 1906 door Schaus.